# Пиньки
Пи́ньки (латыш. Piņķi) — населённый пункт («крупное село», латыш. lielciems) в центральной части Латвии, административный центр Бабитской волости. Расположен в 15 километрах к западу от центра Риги, при пересечении автодорог A5 и A10. До 1 июля 2009 года входил в состав Рижского района, в 2009—2021 годах являлся центром Бабитского края.

## История
Пиньки в письменных источниках впервые упоминаются в 1225 году. 16 марта 1226 года датируется документ о сдаче внаём рижскими властями земельных наделов живущим здесь крестьянам. В XIV и XV веках появляются крупные усадьбы Пелес, Бебербеки и Олектес.

## Общественная и культурная жизнь
В Пиньках находятся: евангелическая лютеранская церковь Святого Иоанна, Ледовый дворец спорта, Бабитская средняя школа, Бабитская музыкальная школа, Бабитский спортивный комплекс, ледовая арена «Inbox.lv», детский сад. Работают творческие коллективы: молодёжный хор «Maska», смешанный хор «Atskaņa», танцевальная группа «Zvaigžņu aka», подростковый танцевальный коллектив «Dārta».
Базирующийся в селе футбольный клуб «Бабите» в 2016 году стал чемпионом Первой лиги и вышел в Высшую лигу, однако оказался снят с чемпионата из-за участия в договорных матчах.

## Транспорт
Пиньки обслуживаются рижскими городскими маршрутными автобусами: 4-й маршрут (Пиньки — Бабите — Юрмалас гатве — Рига), 32-й маршрут (Пиньки — Юрмальское шоссе — Рига), 43-й маршрут (Скулте — Пиньки — Рига).